# Higashi-Kagawa
Higashi-Kagawa (東かがわ市, Higashi-Kagawa-shi), sovint romanitzat com a Higashikagawa, és una ciutat i municipi de la prefectura de Kagawa, a la regió de Shikoku, Japó. El nom de la ciutat, que en català vol dir "Kagawa de l'est" indica la posició geogràfica del municipi dins de la prefectura.

## Geografia
El municipi de Higashi-Kagawa es troba al punt més oriental de la prefectura de Kagawa, com bé indica el seu nom. El terme municipal de Kagawa limita amb la ciutat de Sanuki a l'oest i amb la prefectura de Tokushima al sud. Al nord, el municipi fa costa amb la mar interior de Seto.

## Història
La ciutat de Higashi-Kagawa és de moderna creació, fruit de la fusió de tres viles de l'antic districte d'Ōkawa: Hiketa, Ōchi i Shirotori l'1 d'abril de 2003. Com a resultat d'aquesta fusió, el districte va desaparèixer.

## Política i govern

### Alcaldes
En aquesta taula només es reflecteixen els alcaldes democràtics, és a dir, des de l'any 1947. En el cas particular de Higashi-Kagawa, la llista comença el 2003, quan es funda el municipi.
| Alcalde        | Inici del mandat | Fi del mandat | Partit | Partit |
| Hironori Chūjō | 2003             | 2007          |        | Ind    |
| Hideki Fujii   | 2007             | 2019          |        | Ind    |
| Ichirō Uemura  | 2019             |               |        | Ind    |

## Demografia
| 1920   | 1930   | 1940   | 1950   | 1960   | 1970   | 1980   |
| ------ | ------ | ------ | ------ | ------ | ------ | ------ |
| 32.161 | 33.909 | 34.326 | 45.831 | 44.428 | 42.572 | 43.110 |
| 1990   | 2000   | 2010   | 2020   | 2030   | 2040   | 2050   |
| 40.875 | 37.760 | 33.646 | 28.433 | -      | -      | -      |

## Transport

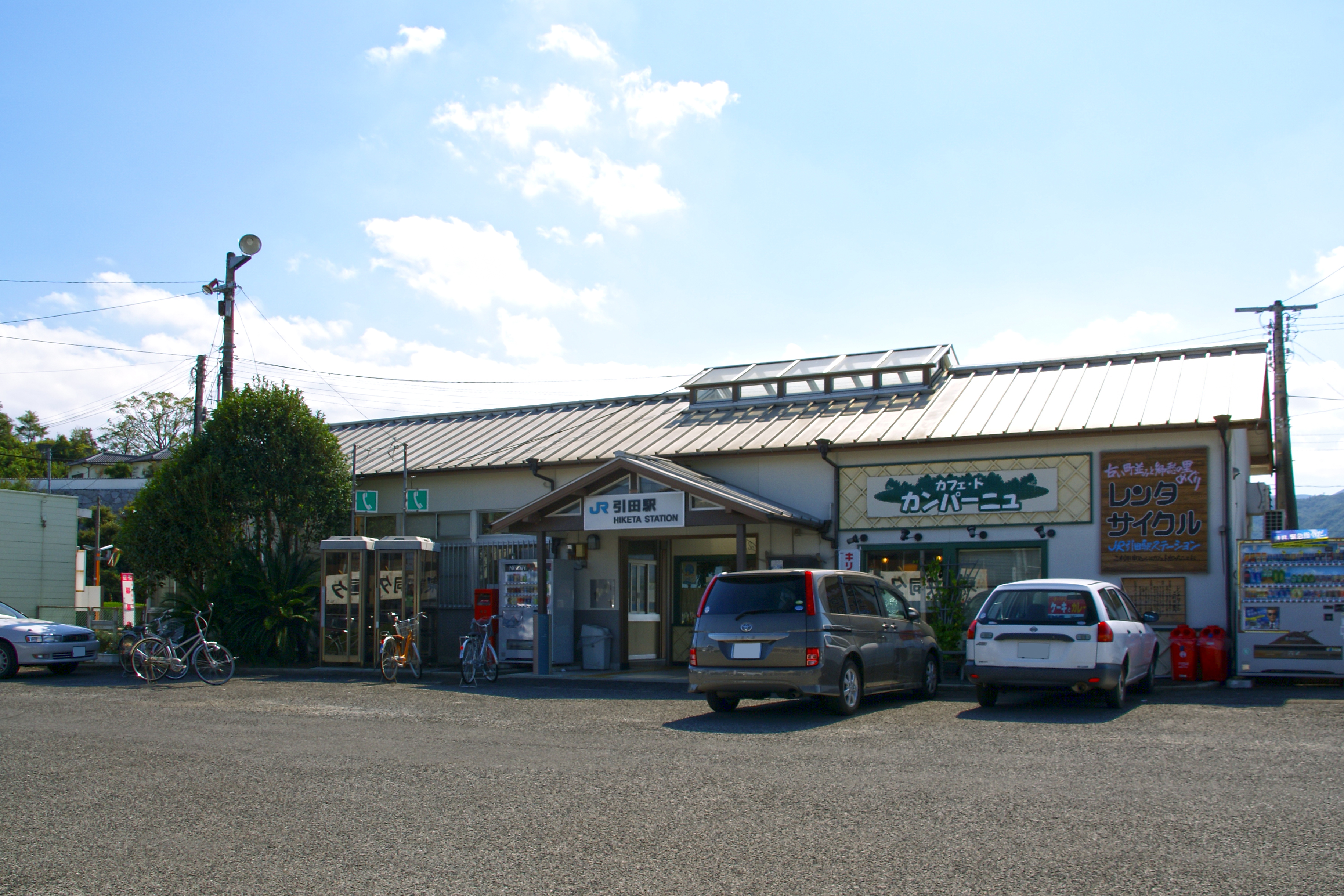
Estació de Hiketa

### Ferrocarril
- Companyia de Ferrocarrils de Shikoku (JR Shikoku)
  - Nibu - Sanbonmatsu - Sanuki-Shirotori - Hiketa - Sanuki-Aioi

### Carretera
- Autopista de Takamatsu
- Nacional 11 - Nacional 318 - Nacional 377